# Mała Huczawa
Mała Huczawa, dawniej Mały Rausik (słow. Malá Hučava, Malý Raušík, Malý Šum, Malý Rinčový potok, niem. Kleiner Rauschbach, węg. Kis-Zúgó-patak) – potok płynący Doliną Małej Huczawy (płytka dolina nieopodal Wyżnich Hagów) w słowackich Tatrach Wysokich. Źródła potoku znajdują się nieco na północny zachód od tej spiskiej wsi. Mała Huczawa płynie na południe, przecina Drogę Wolności i poniżej szosy wpada do Wielkiej Huczawy, jako jej największy, lewy dopływ.

## Szlaki turystyczne
Czasy przejścia podane na podstawie mapy.
  – żółty szlak z Wyżnich Hag Doliną Stwolską do Doliny Batyżowieckiej nad Batyżowiecki Staw, początkowy odcinek szlaku biegnie wzdłuż Małej Huczawy. Czas przejścia: 2:25 h, ↓ 1:55 h